# Festival international du film de Rome
 (décembre 2023).
Le Festival international du film de Rome (Festival internazionale del film di Roma) est un festival de cinéma compétitif organisé à Rome depuis 2006.

## Historique
La première édition s'est déroulée du 13 au 21 octobre 2006 à l'Auditorium Parco della Musica (réalisé par Renzo Piano). Cette édition est réalisée par la Fondazione Musica per Roma. Elle a été voulue par l'ancien maire de la ville Walter Veltroni, président du comité de fondation de CINEMA. Le président de la Fondazione Musica per Roma, Goffredo Bettino, a dirigé la manifestation.
En 2008, le Festival du film de Rome a tenté d'acquérir le nom de l'ancien Mercato internazionale del film e del documentario de Milan pour son propre marché du film.
La récompense suprême est un Marc Aurèle d'or créé par Bulgari. La première a été attribuée à Playing the victim du Russe Kirill Serebrennikov. En 2009, pour sa 4e édition, du 15 au 23 octobre, ce Marc Aurèle a été attribué à Brotherhood du Danois Nicolo Donato. En 2010, c'est le film belge du Français Olias Barco, Kill Me Please qui remporte ce Marc Aurèle d'or.
Initialement intitulé Fête internationale de Rome du cinéma (CINEMA. Festa Internazionale di Roma), le festival a changé de nom au cours de sa 3e édition, en 2008.

## Programme
- Compétition internationale (Concorso internazionale)
- Hors compétition (Fuori Concorso)
- CinemaXXI
- Prospettive Doc Italia
- Alice nella città
- Le marché du film (Il mercato cinematografico)

## Prix décernés

### Compétition
- Marc Aurèle d'or du meilleur film (Marc'Aurelio d'Oro per il miglior film)
- Grand prix du jury - Marc Aurèle d'argent (Gran Premio della Giuria Marc'Aurelio d'Argento)
- Prix spécial du jury (Premio Speciale della Giuria Marc'Aurelio)
- Marc Aurèle d'argent du meilleur réalisateur (Marc'Aurelio d'Argento per il miglior regista)
- Marc Aurèle d'argent du meilleur acteur (Marc'Aurelio d'Argento per il miglior attore)
- Marc Aurèle d'argent de la meilleure actrice (Marc'Aurelio d'Argento per la miglior attrice)
- Meilleur espoir (Premio a un giovane attore o attrice emergente)
- Meilleur scénario (Premio per la migliore sceneggiatura)
- Meilleure contribution technique (Premio per il migliore contributo tecnico)
- Prix du public (Premio del pubblico al miglior film)

### Sélections parallèles
- CinemaXXI :
  - Prix CinemaXXI (Premio CinemaXXI)
  - Prix spécial du jury CinemaXXI (Premio Speciale della Giuria – CinemaXXI)
  - Prix CinemaXXI du court métrage (Premio CinemaXXI film brevi)
- Prospettive Doc Italia :
  - Prix Doc Italia du meilleur film documentaire italien (Premio Prospettive per il migliore documentario italiano)
- Premio del Pubblico :
  - Prix du public du meilleur film (Premio del pubblico al miglior film)
  - Maverick Director Award

## Jurys

### Jury international des longs métrages
- 2006 (1re édition)
  - Ettore Scola (Président du jury) : réalisateur et scénariste italien
  - Sous sa direction, le jury populaire passera en revue les films en compétition et attribueront les prix officiels du Festival.
- 2007 (2e édition)
  - Danis Tanovic (Président du jury) : réalisateur bosnien
  - Sous sa direction, le jury populaire passera en revue les 14 films en compétition et attribueront les prix officiels du Festival.
- 2008 (3e édition)
  - La troisième édition du Festival international du film de Rome prévoit la participation de tous les spectateurs pour le prix "Marc Aurèle d'or" du meilleur film.
  - Les films qui participeront pour le prix se situent dans les films en compétition de la sélection officielle.
  - Un jury de critiques, composée par Edward Bruno, Michel Ciment, Tahar Ben Jelloun, Emanuel Levy et Roman Gutek attribueront le "Marc Aurèle" critique à trois catégories différentes : Marc Aurèle d'or du meilleur film critiques, de la Meilleure Actrice, et du Meilleur Acteur.
- 2009 (4e édition)
  - Miloš Forman (Président du jury) : professeur de cinéma, scénariste et réalisateur américain d'origine tchécoslovaque
  - Gae Aulenti : architecte, architecte d'intérieur et théoricienne d'architecture italienne
  - Senta Berger : actrice autrichienne
  - Jean-Loup Dabadie : homme de lettres français, membre de l'Académie française
  - Assia Djebar : écrivaine algérienne
  - Pavel Lounguine : cinéaste russe
  - Gabriele Muccino : réalisateur italien
- 2010 (5e édition)
  - Sergio Castellitto (Président du jury) : acteur, scénariste et réalisateur italien
  - Natalia Aspesi : journaliste et écrivain italienne
  - Pietro Bianchi :
  - Ulu Grosbard : réalisateur américain d'origine belge
  - Patrick McGrath : écrivain britannique
  - Edgar Reitz : réalisateur allemand
  - Olga Sviblova : Directrice du Musée d'art multimédia de Moscou
- 2011 (6e édition)
  - Ennio Morricone (Président du jury) : compositeur italien
  - Roberto Bolle : danseur classique italien
  - Susanne Bier : réalisatrice danoise
  - Carmen Chaplin : actrice franco-américaine
  - David Puttnam : producteur et acteur britannique
  - Debra Winger : actrice américaine
- 2012 (7e édition)
  - Jeff Nichols (Président du jury) : réalisateur américain
  - Timur Bekmambetov : scénariste et un producteur de cinéma et de publicité russe d'origine kazakhe
  - Valentina Cervi : actrice italienne
  - Chris Fujiwara : écrivain et directeur artistique du Festival international d'Édimbourg
  - Leila Hatami : actrice iranienne
  - P.J. Hogan : réalisateur et scénariste australien
  - Edgardo Cozarinsky : écrivain, scénariste et réalisateur argentin
- 2013 (8e édition)
  - James Gray (Président du jury) : réalisateur américain
  - Verónica Chen : réalisatrice et scénariste argentine
  - Luca Guadagnino : réalisateur italien
  - Aleksei Guskov : acteur et producteur russe
  - Noémie Lvovsky : actrice et réalisatrice française
  - Amir Naderi : réalisateur iranien
  - Zhang Yuan : réalisateur chinois
- 2022 (17e édition)
  - Marjane Satrapi (Présidente du jury) : réalisatrice et scénariste franco-iranienne
  - Louis Garrel : acteur et réalisateur français
  - Juho Kuosmanen : réalisateur finlandais
  - Pietro Marcello : réalisateur italien
  - Gabrielle Tana : productrice britannique
- 2023 (18e édition)
  - Gael Garcia Bernal (Président du jury) : acteur et réalisateur  Mexique
  - Sarah Gavron : réalisatrice et scénariste  Royaume-Uni
  - Mikko Myllylahti : réalisateur, scénariste et poète  Finlande
  - Melvil Poupaud : acteur et réalisateur  France
  - Jasmine Trinca : actrice et réalisatrice  Italie
- 2024 (19e édition)
  - Pablo Trapero (Président du jury) : réalisateur et scénariste  Argentine
  - Laetitia Casta : actrice  France
  - Francesca Calvelli : monteuse  Italie
  - Gail Egan : productrice  Royaume-Uni
  - Dennis Lehane : écrivain  États-Unis
- 2025 (20e édition)
  - Paola Cortellesi (Président du jury) : présentatrice, humoriste, chanteuse, actrice et réalisatrice  Italie
  - Teemu Nikki : réalisateur et scénariste  Finlande
  - William Oldroyd : réalisateur et scénariste  Royaume-Uni
  - Brian Selznick : écrivain et illustrateur  États-Unis
  - Nadia Tereszkiewicz : actrice  France  Finlande

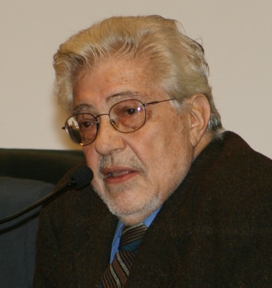
Ettore Scola 1er président du jury en 2006
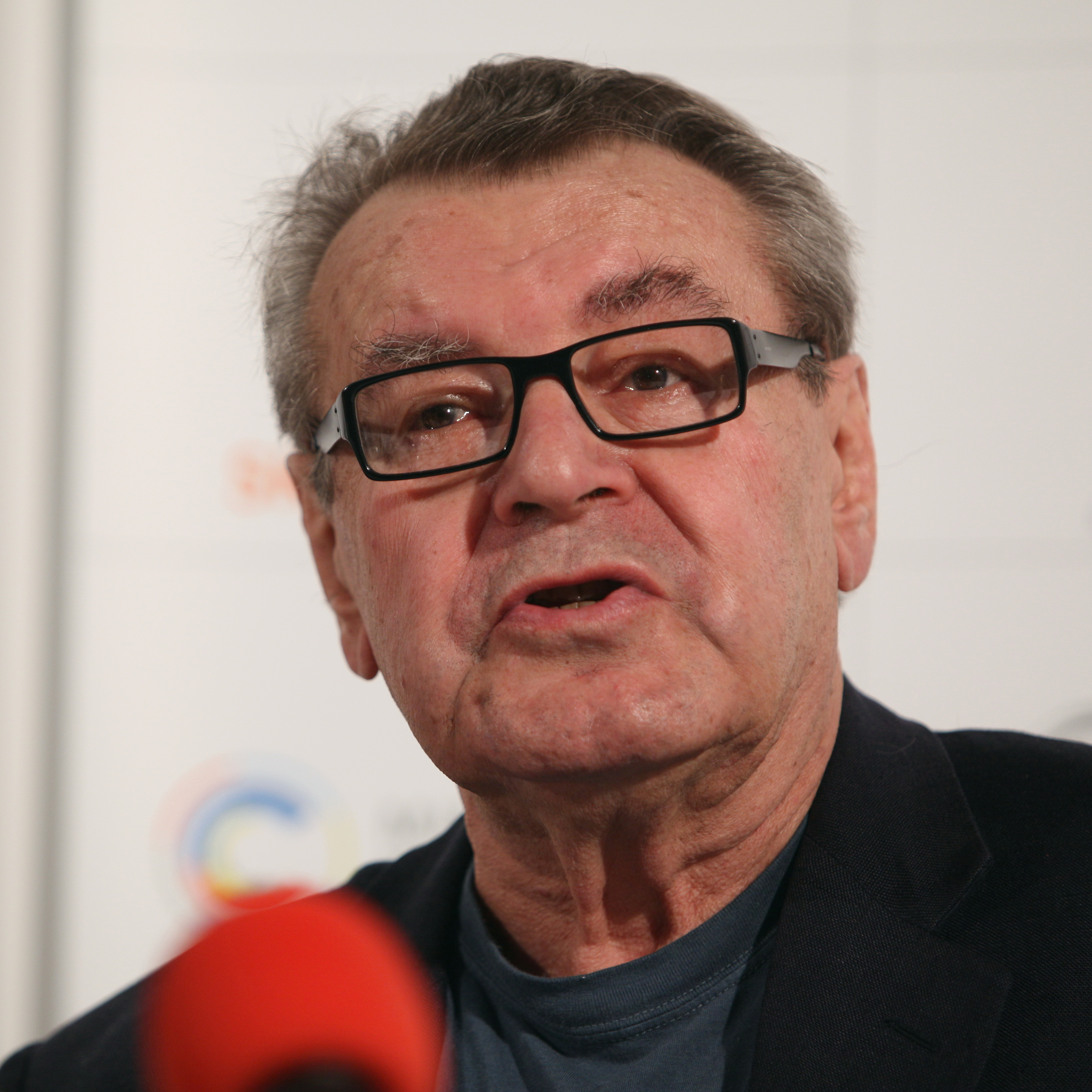
Miloš Forman président du jury en 2009
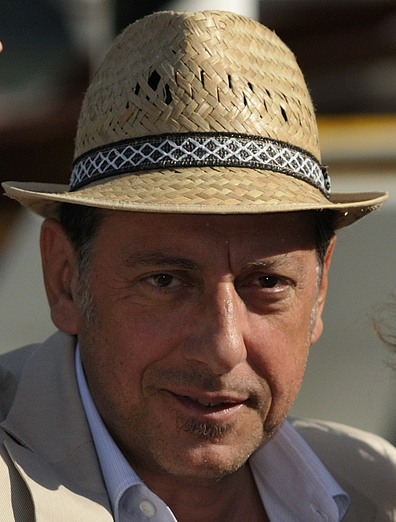
Sergio Castellitto président du jury en 2010
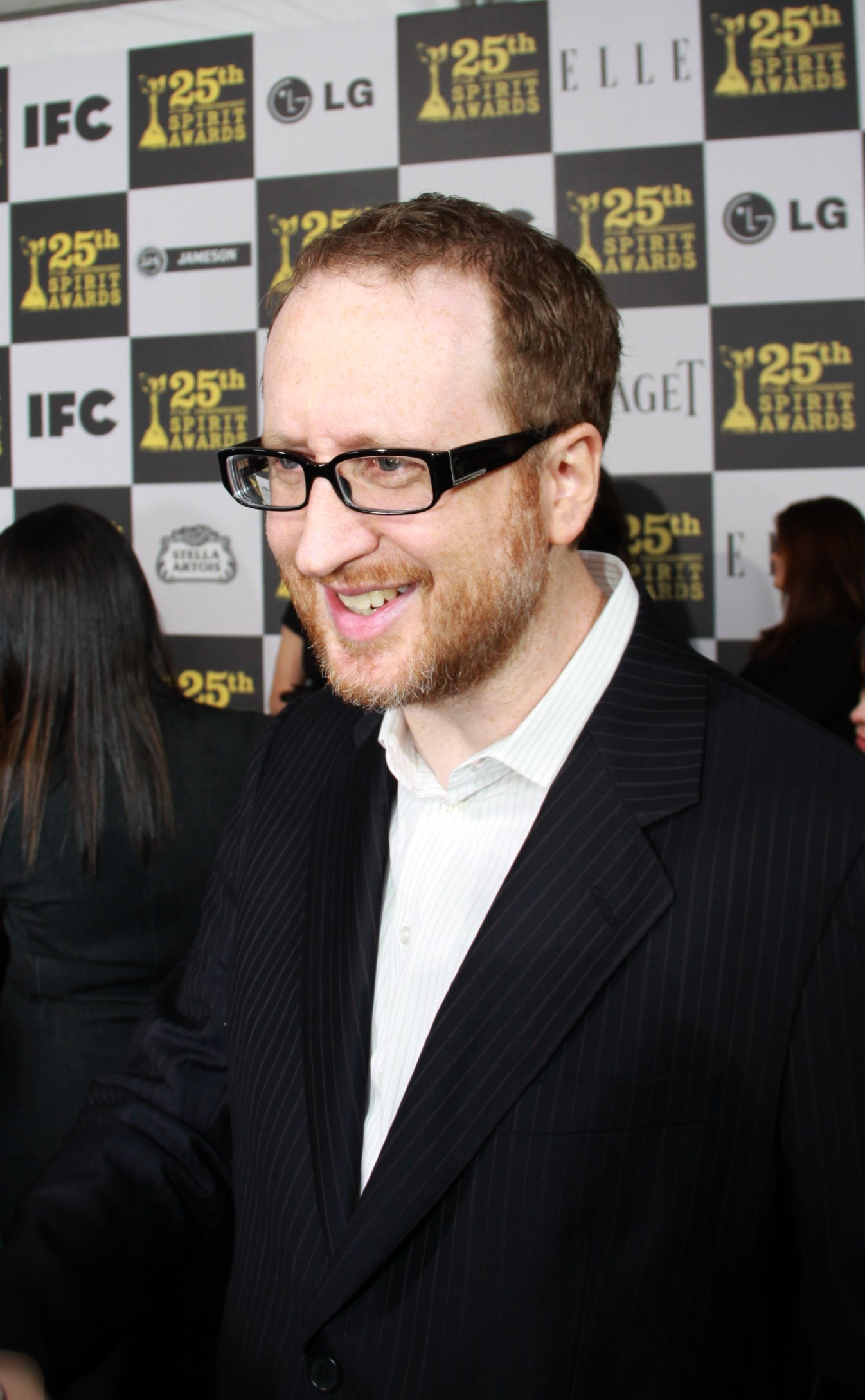
James Gray président du jury en 2013
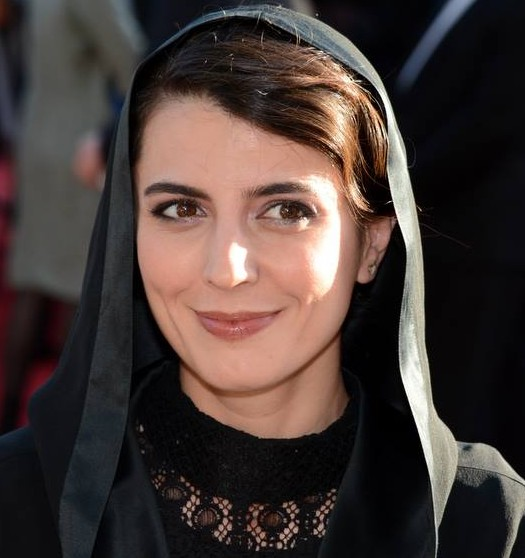
Leila Hatami membre du jury en 2012
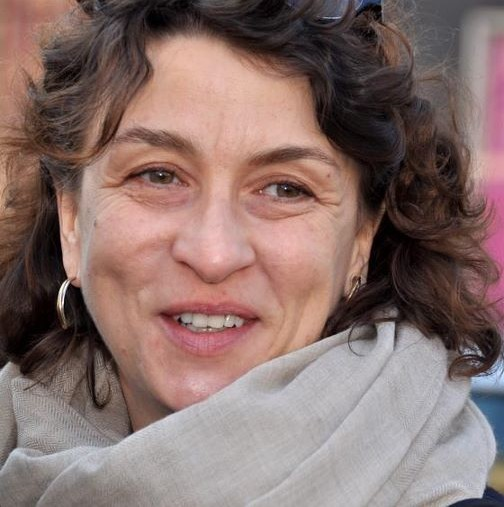
Noémie Lvovsky membre du jury en 2013

### Jury de la Caméra d'or
- 2014 (9e édition)
  - Pour cette édition c'est le public qui décernera des prix aux films en compétition de la section Cinema d'Oggi et Gala[2].

- Le jury décernera la Camera d'or aux premières et deuxièmes œuvres.
  - Jonathan Nossiter : réalisateur et écrivain américain
  - Francesca Calvelli : monteuse
  - Cristiana Capotondi : actrice italienne
  - Valerio Mastandrea : réalisateur, acteur et producteur italien
  - Sydney Sibilia : réalisateur

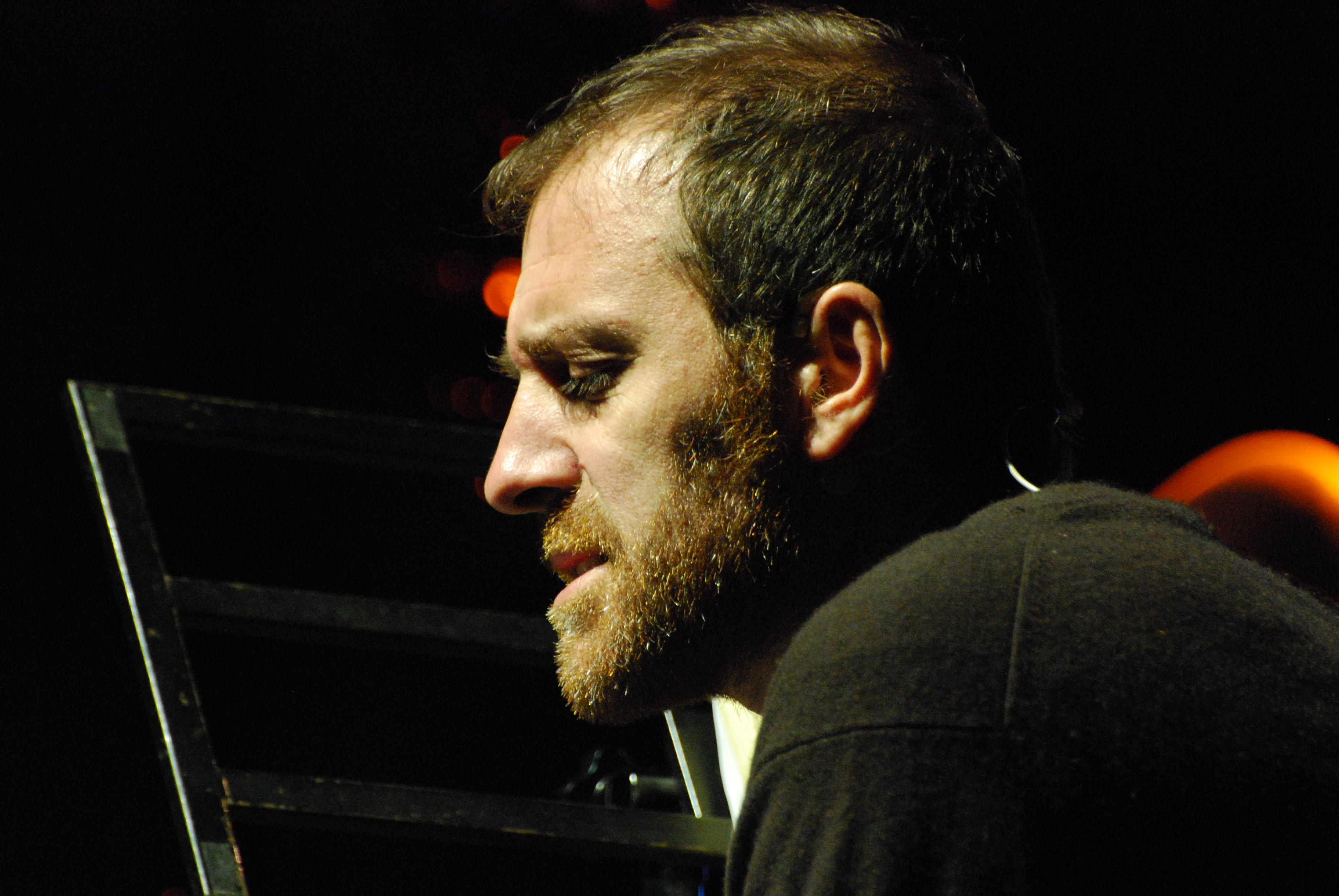
Valerio Mastandrea membre du jury en 2014
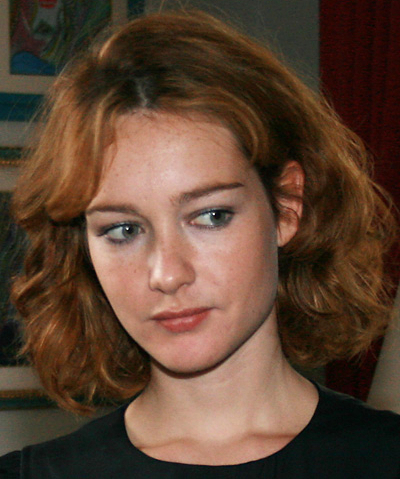
Cristiana Capotondi membre du jury en 2014

## Palmarès

### Marc Aurèle d'or
- 2006 : Playing the Victim (Изображая жертву) de Kirill Serebrennikov  Russie
- 2007 : Juno de Jason Reitman  États-Unis
- 2008 : Opium War de Siddiq Barmak  Afghanistan
- 2009 : Brotherhood de Nicolo Donato  Danemark
- 2010 : Kill Me Please d'Olias Barco  Belgique
- 2011 : El Chino (Un cuento chino) de Sebastián Borensztein  Argentine
- 2012 : Marfa Girl de Larry Clark  États-Unis
- 2013 : Tir d'Alberto Fasulo  Italie  Croatie
- 2014 : Favelas de Stephen Daldry  Royaume-Uni  Brésil
- 2023 : Pedágio (en) de Carolina Markowicz (en)  Brésil  Portugal
- 2024 : Bound in Heaven de Huo Xin  Chine

### Meilleur réalisateur
- 2024 : Morrisa Maltz pour Jazzy

### Grand prix du jury
- 2009 : L'Homme qui viendra (L’uomo che verrà) de Giorgio Diritti  Italie
- 2010 : Revenge (Hævnen) de Susanne Bier  Danemark
- 2011 : Voyez comme ils dansent de Claude Miller  France
- 2024 : La nuit se traîne de Michiel Blanchart  Belgique

### Prix spécial du jury
- 2006 : This is England de Shane Meadows  Royaume-Uni
- 2007 : Hafez de Abolfazl Jalili  Iran
- 2009 : L'Homme qui viendra (L’uomo che verrà) de Giorgio Diritti  Italie
- 2010 : Poll de Chris Kraus  Allemagne
- 2011 : The Eye of the Storm de Fred Schepisi  Australie
- 2012 : Alì ha gli occhi azzurri de Claudio Giovannesi  Italie
- 2013 : Quod Erat demonstrandum de Andrei Gruzsniczki  Roumanie

### Prix d'interprétation masculine
- 2006 : Giorgio Colangeli pour L'aria salata  Italie
- 2007 : Rade Šerbedžija pour Fugitive Pieces  Canada
- 2008 : Bohdan Stoupka pour Serce Na Dloni  Pologne
- 2009 : Sergio Castellitto pour Alza la testa  Italie
- 2010 : Toni Servillo pour Une vie tranquille (Una vita tranquilla)  Italie
- 2011 : Guillaume Canet pour Une vie meilleure  France
- 2012 : Jérémie Elkaïm pour Main dans la main  France
- 2013 : Matthew McConaughey pour Dallas Buyers Club  États-Unis
- 2024 : Elio Germano pour La grande ambizione  Italie

### Prix d'interprétation féminine
- 2006 : Ariane Ascaride pour Le Voyage en Arménie  France
- 2007 : Jiang Wenli pour And the Spring Comes  Chine
- 2008 : Donatella Finocchiaro pour Galantuomini  Italie
- 2009 : Helen Mirren pour Tolstoï, le dernier automne (The Last Station)  États-Unis
- 2010 : L'ensemble des actrices de Las Buenas hierbas  Mexique
- 2011 : Noomi Rapace pour Babycall  Norvège
- 2012 : Isabella Ferrari pour E la chiamano estate  Italie
- 2013 : Scarlett Johansson pour Her  États-Unis
- 2024 : Ángela Molina pour Polvo serán  Espagne

### Marc Aurèle d'honneur
- 2006 : Sean Connery
- 2008 : Al Pacino
- 2009 : Meryl Streep
- 2010 : Julianne Moore
- 2011 : Richard Gere